# Spokane Flyers
Die Spokane Flyers waren eine Eishockeymannschaft aus Spokane im US-Bundesstaat Washington. Das Team spielte in der Saison von 1980 bis 1981 in einer der drei höchsten kanadischen Junioren-Eishockeyligen, der Western Hockey League (WHL).

## Geschichte
Das inaktive Franchise der Great Falls Americans aus der Western Hockey League wurde 1980 reaktiviert und unter dem Namen Spokane Flyers in Spokane angesiedelt. In ihrer ersten Spielzeit erreichte die Mannschaft auf Anhieb die Playoffs um den Ed Chynoweth Cup, in denen sie dem späteren Meister Victoria Cougars in der zweiten Runde mit einem Sweep in der Best-of-Seven-Serie unterlagen. In der Saison 1981/82 zog sich das Team aus Washington bereits nach 26 Spielen, in denen es nur drei Siege erreichte, aus der WHL zurück. Dies war schon bei ihrem Vorgängerteam aus Great Falls der Fall gewesen. Nach ihrer Auflösung machten die Flyers mit der Beteiligung an einem bizarren Tauschgeschäft noch einmal auf sich aufmerksam. Ihr Teambus, den sie an die Victoria Cougars verkauft hatten, wurde im Tausch gegen den späteren NHL-Spieler Tom Martin am 19. Dezember 1983 an die Seattle Breakers abgegeben, da die Besitzer der Cougars nicht dazu bereit waren, für die Einfuhrzölle des Busses nach Kanada aufzukommen. 
Die Lücke, die die Auflösung des Franchises hinterließ, wurde 1985 durch die Spokane Chiefs gefüllt, die seither am Spielbetrieb der WHL teilnehmen.

## Saisonstatistik
Abkürzungen: GP = Spiele, W = Siege, L = Niederlagen, T = Unentschieden, OTL = Niederlagen nach Overtime SOL = Niederlagen nach Shootout, Pts = Punkte, GF = Erzielte Tore, GA = Gegentore, PIM = Strafminuten
| Saison  | GP | W  | L  | T | OTL | SOL | Pts | GF  | GA  | Platz    | Playoffs                        |
| 1980–81 | 72 | 17 | 54 | 1 | —   | —   | 35  | 288 | 488 | 4., West | Niederlage in der zweiten Runde |
| 1981–82 | 26 | 3  | 22 | 1 | —   | —   | 7   | 102 | 196 | 5., West | nicht qualifiziert              |

## Team-Rekorde

### Karriererekorde
Spiele: 98  Richard Zemlak
Tore: 50  Mark Sochatsky
Assists: 93  Mark Sochatsky
Punkte: 143  Mark Sochatsky
Strafminuten: 287  Ken Daneyko